# Nanning Metro

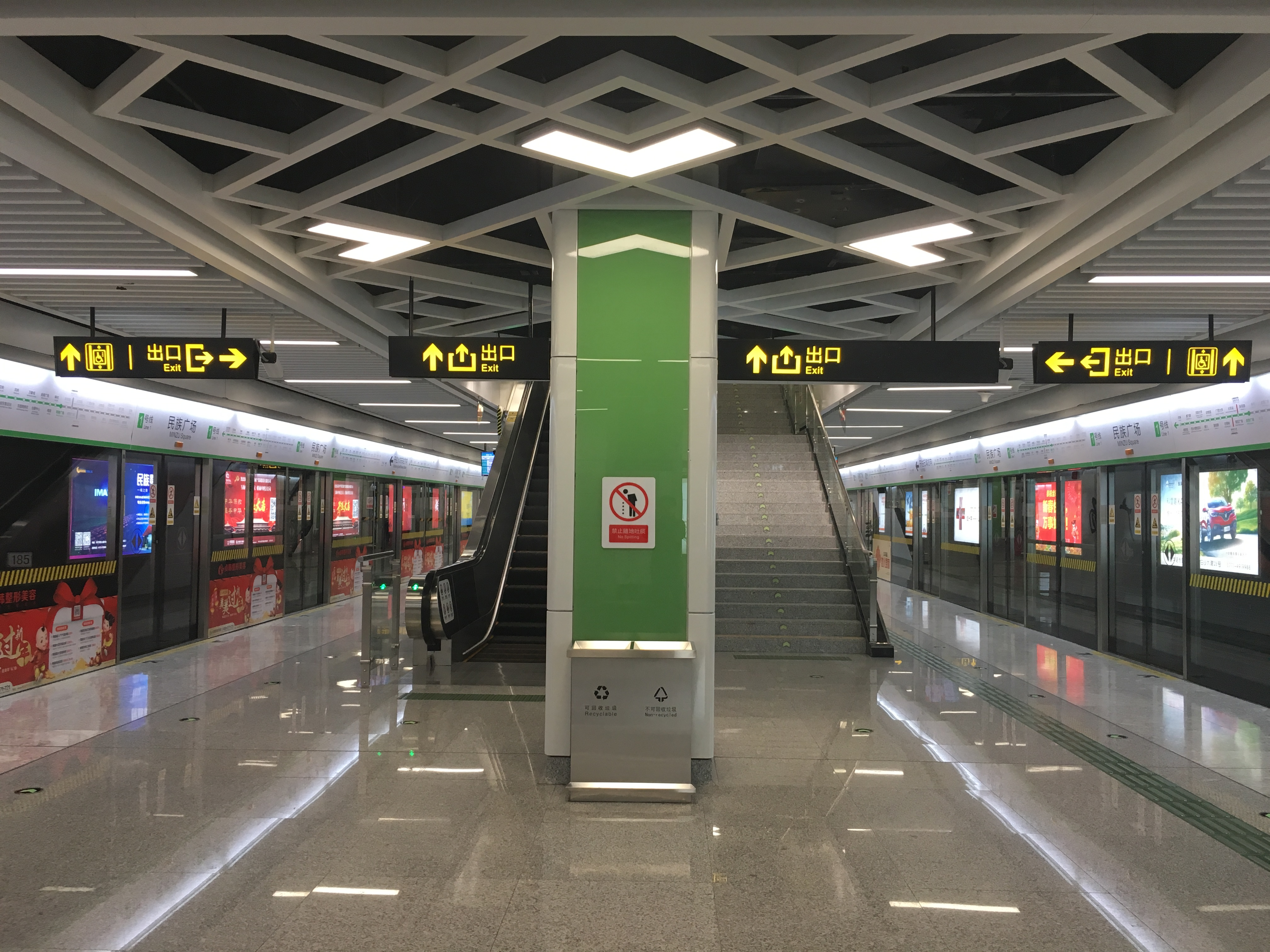
Station Minzu Square

Die Nanning Metro oder Nanning Rail Transit (NNRT) ist die U-Bahn der chinesischen Stadt Nanning. Nanning ist die Hauptstadt der autonomen Region Guangxi. Ende 2022 besteht das Netz aus fünf Linien. Bis 2030 sind acht Linien mit 250 Kilometern Streckenlänge geplant.

## Netz

### Linie 1
Die Linie 1 wurde im Jahr 2016 in zwei Schritten eröffnet. Sie führt vom Ostbahnhof an der Schnellfahrstrecke Nanning–Guangzhou über den Bahnhof Nanning nach Shibu. Die Strecke ist 32,1 Kilometer lang und hat 25 Stationen. Es werden Sechswagenzüge des Typs B von CRRC Zhuzhou eingesetzt. Diese Züge können 2088 Fahrgäste mit maximal 80 km/h befördern.

### Linie 2
Die Linie 2 verläuft in Nord-Süd-Richtung. Ende 2017 eröffnet, kreuzt die Strecke die Linie 1 am Bahnhof Nanning. Sie ist 27,3 Kilometer lang und hat 23 Stationen.

### Linie 3
Im Juni 2019 wurde die Linie 3 in Betrieb genommen. Die Strecke führt östlich der Linie 2 von Keyuan Dadao nach Pingliang Overpass. Auf 27,9 Kilometern Länge gibt es 23 Stationen.

### Linie 4
Die Linie 4 ist eine Ost-West-Verbindung südlich der Linie 1. Im November 2020 eröffnet, hat sie 16 Stationen auf 20,7 Kilometern Länge. Die Strecke wird mit Sechswagenzügen des Typs B bedient.

### Linie 5
Die im Dezember 2021 eröffnete Linie 5 verläuft von Jinqiao Coach Station im Nordosten nach Guokai Dadao im Süden. Die Strecke ist 20,2 Kilometer lang und hat 17 Stationen.  